# Matrimoni infantil

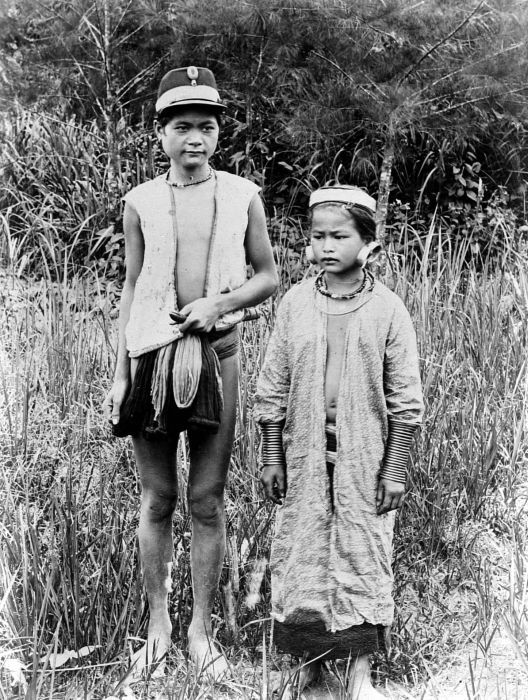
Una jove parella de nuvis de Nias

El matrimoni infantil es produeix en diferents moments i llocs, mitjançant el qual els nens es donen en matrimoni abans de tenir edat per contraure matrimoni tal com es defineix i, sovint, abans de la pubertat. Avui dia aquest costum és bastant generalitzat en algunes parts d'Àfrica, Àsia, Oceania i Amèrica del Sud. Antigament això també passava a Europa. S'associa amb freqüència amb els matrimonis arreglats. En alguns casos, només és un dels components de la parella qui no té l'edat, en general la dona, a causa de la importància que s'assigna a les dones la virginitat, la incapacitat de les dones de guanyar diners treballant i al curt període de vida reproductiva d'aquestes en relació amb la dels homes. Un augment en la defensa dels drets humans, ja sigui com a drets de la dona o dels drets de la infància, ha fet que la tradició del matrimoni infantil hagi disminuït en moltes àrees.
Als Estats Units de Mèxic està permès el matrimoni infantil.

## Matrimoni infantil a la India
A l'Índia l'edat legal per contraure matrimoni són els 18 anys, però en nombrosos Estats i especialment a les zones rurals, els matrimonis entre menors són molt comuns, tant així que és el país que concentra el 40% dels matrimonis infantils a nivell mundial. Encara que és difícil conèixer el nombre exacte de matrimoni infantil, ja que molts d'aquests no estan registrats i no són oficials.
Tot i que la llei ho prohibeix, l'índex de matrimonis precoços segueix sent molt elevat.
Aquest país, que ocupa el segon lloc, després de Bangladesh, entre els països del sud d'Àsia on se celebren matrimonis infantils, ostenta un trist rècord al respecte.
Les noies, en néixer, són promeses en matrimoni a homes que, molt sovint, solen ser molt més grans que elles; posteriorment, quan els arriba la menstruació, en general als 10 o 11 anys, són donades en matrimoni. Així, a una edat molt precoç se les aparta de la seva infància i són obligades a enfrontar-se a la realitat de la vida adulta.
El matrimoni infantil és una gran violació dels drets humans, ja que obstaculitza el seu desenvolupament i el priva de la seva educació, salut i futur. Especialment per a la salut de les nenes, ja que en ser aquestes massa petites per mantenir relacions sexuals i quedar-se embarassades, solen morir molt sovint al part.
Una de les principals causes del perquè, al matrimoni precoç de les noies es que creuen que aquestes, han de conservar l'himen, la virginitat intacta fins a casar-se, ja que s'associa a la puresa espiritual que la dona ha de guardar per al seu marit, però més enllà de la religió, també hi ha una pressió social per conservar-la, ja que la família de la núvia perd tot el seu honor si la nena es casa no sent verge. Per aquesta raó, algunes tribus i localitats rurals, sotmeten a la núvia a exploracions mediques que resulten denigrants per a les noies.
Un costum que es practica arreu de l'Índia és la concertació d'aquests matrimonis. I, a canvi de la protecció i cura de la seva filla, la família de la núvia haurà de lliurar una ‘dote’ o suma de diners al futur marit i la seva família.
Moltes vegades, la xifra compromesa en el ‘dote’ resulta tan inassolible per a una família Índia, que, això provoca els coneguts "assassinats per motius del dot" a causa de les disputes entre famílies.
Segons estadístiques de l'ONU, gairebé 7.000 dones índies són assassinades cada any per motius relacionats amb el ‘dote’.
Altres tipus de maltractaments contra la dona inclouen mutilacions de genitals, assassinats en nom de l'honor, segrestos i tortures de forma permanent. Suïcidis, humiliacions i assassinats. El 2013, Delhi va registrar un augment del 25% en el nombre de morts per ‘dote’ sent la ciutat amb més casos documentats.
El suïcidi és la causa més gran de mort entre les dones índies, especialment les joves. El 2010 van posar fi a la seva vida 78.000 dones al país. Moltes ho trien per no arruïnar als seus pares o per no patir el que saben que acabarà passant si no paguen.
Per tant, a l'Índia, el dot és una gran càrrega per a la dona i a la seva família des que neix.
Per aquesta raó, en les últimes tres dècades s'han avortat 12 milions de futures dones, segons un estudi del Centre canadenc d'Investigació Global per a la Salut.
Avui dia, els avortaments selectius de nenes són un 43% superior al dels homes, la qual cosa suposa que la ràtio de sexes sigui de 933 nenes per cada 1.000 nens.
Tenir una nena implica que la família hagi d'estalviar des del naixement fins al seu casament. Això s'uneix a la superstició que vincula la gestació de nenes amb la mala sort, una creença estesa a l'Índia que porta al fet que la cura i l'educació de les menors estiguin a anys llum del que gaudeixen els homes de la seva edat.